# Sidomukti (Brondong)
Sidomukti is een bestuurslaag in het regentschap Lamongan van de provincie Oost-Java, Indonesië. Sidomukti telt 3870 inwoners (volkstelling 2010).